# Outurela-Portela
Outurela-Portela é uma localidade da freguesia de Carnaxide e Queijas composta pelos núcleos da Outurela e da Portela de Carnaxide.
No final da Idade do Bronze ergue-se o Povoado da Outurela que se estendeu pela Idade do Ferro, viviam em pequenas habitações retangulares de pedra seca. Construíram uma Jazida na encosta para os seus cultos funerários, a Jazida da Outurela.
No século XVIII a ocupação da área regista-se o estabelecimento de quintas de recreio e numa das quais teria funcionado, no século XIX, uma fábrica de chitas. Atualmente, é um dos principais pólos industriais e empresariais do concelho de Oeiras (através de diversas áreas como a Área Empresarial de Nova Carnaxide, Zona Industrial de Alto do Montijo, Zona Industrial de Portela, Zona Empresarial de Outurela e a Zona Empresarial de Alto dos Barronhos, integradas na mais englobante Zona Empresarial de Monsanto). Engloba também diversos bairros residenciais de média densidade como a Portela de Carnaxide (anteriormente Outurela II), Alto de Barronhos, Nova Carnaxide, Varandas de Monsanto, Alto do Montijo, Quinta de Nossa Senhora da Conceição, Bairro 18 de Maio, Encosta da Portela, Quinta do Salles, São Marçal, Moinho da Portela e Pátio dos Cavaleiros.
É delimitada por várias vias de comunicação de relevância, a Estrada dos Cabos de Ávila (a norte e limitando com Alfragide), a CRIL (a leste e limitando com Caselas e Monsanto), a A5 (a sul, fazendo a fronteira com Miraflores) e a Avenida do Forte (a ocidente, limitando pela zona centro de Carnaxide). Possui como principais pontos de interesse a Casa da Quinta de Nossa Senhora da Conceição, o Parque Urbano Dr. Onésimo Silveira e o Jardim da Quinta do Salles. 
É atravessada por várias linhas de água, sendo a principal delas a ribeira de Algés, à qual vão desaguar a ribeira de Outurela e a ribeira de Monsanto.

## Património

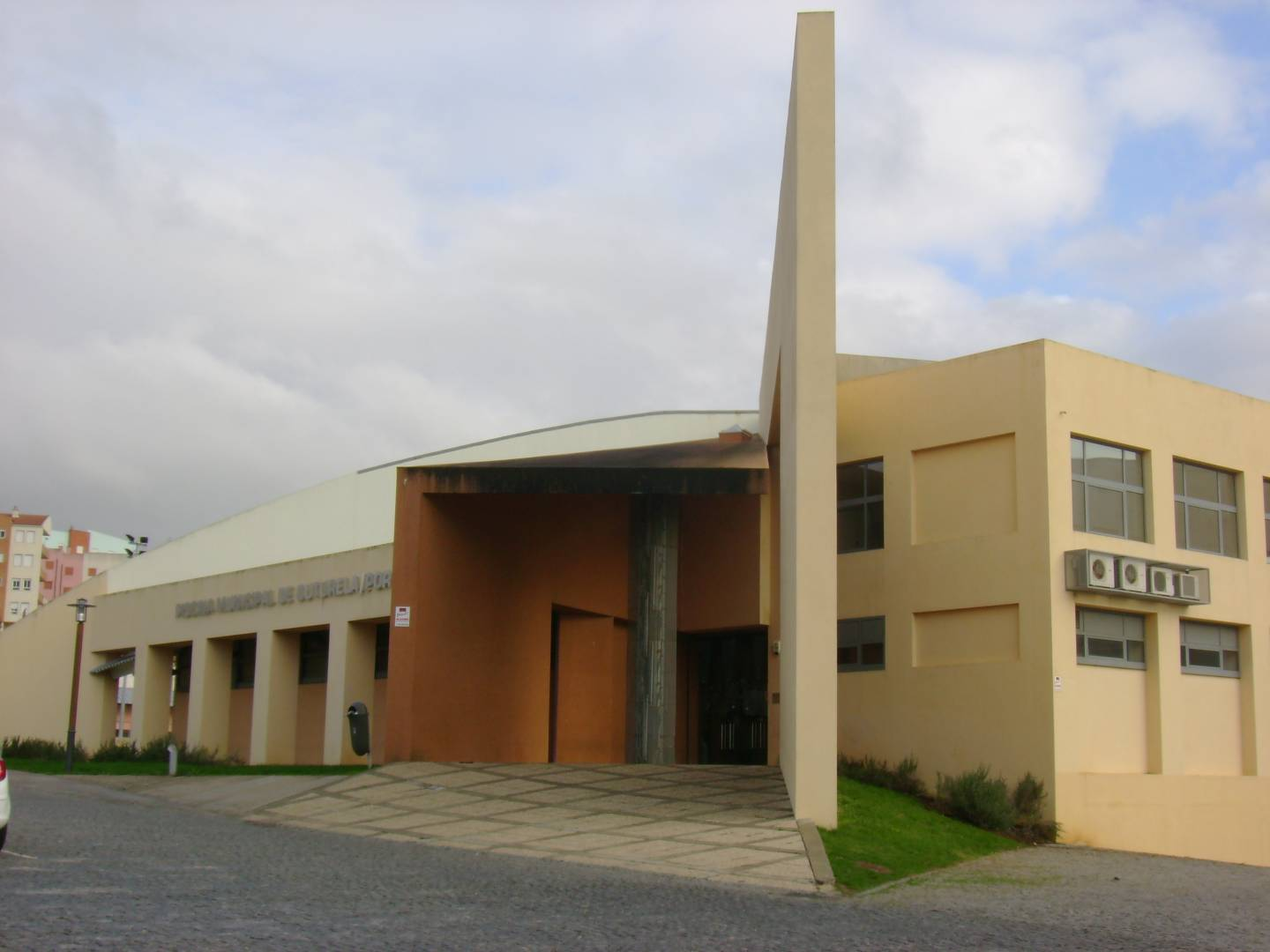
Piscina Municipal da Outurela.

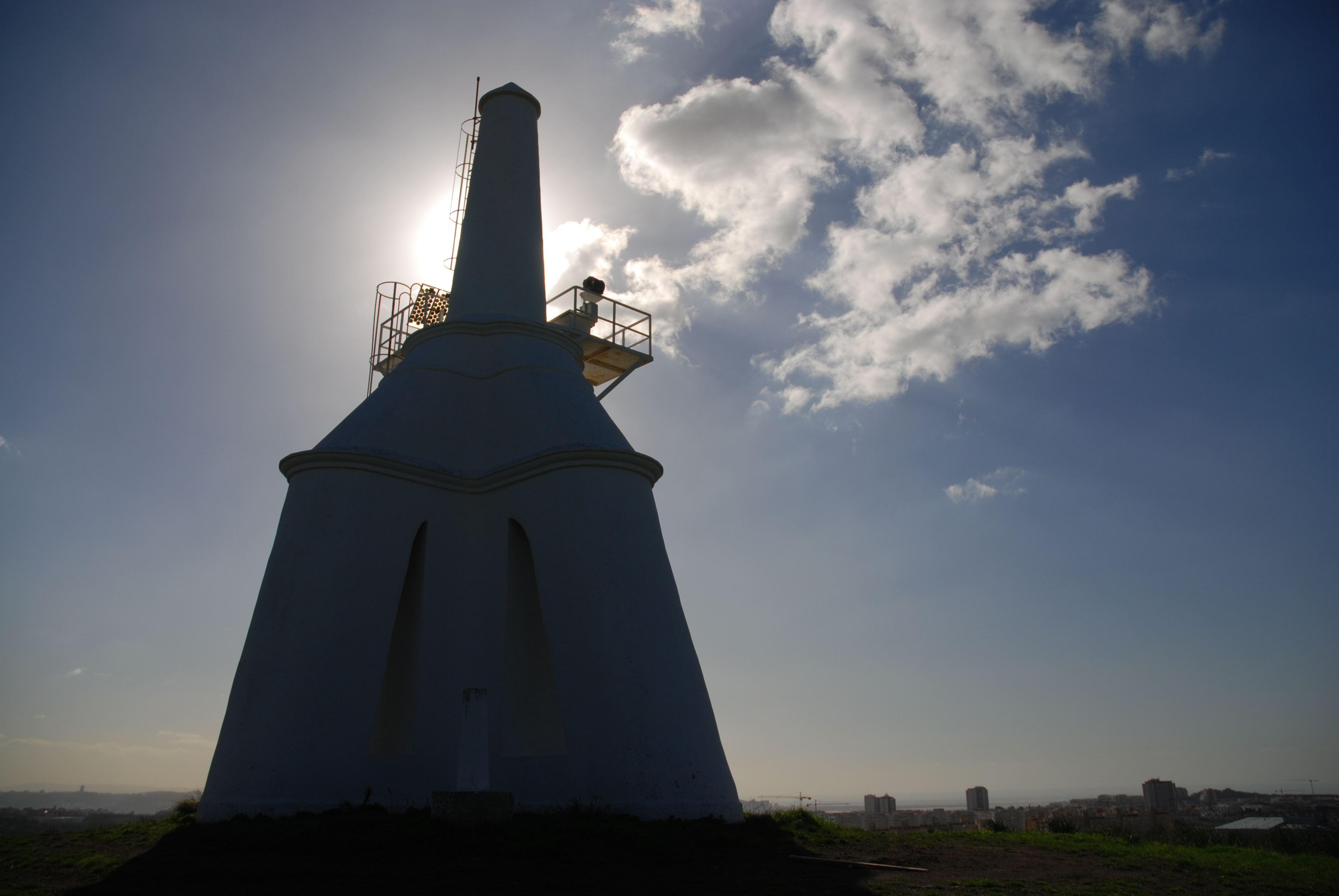
Farol Mama Sul, na Outurela.

O povoado da Outurela na sua totalidade conta com 9 577 habitantes em 2011, tem como património a Paróquia da Imaculada Conceição da Outurela (primeira imagem à direita), um posto de assistência médica, farmácias, jardim de infância e escola básica ministrado pelo Agrupamento de Escolas Carnaxide – Portela (AECP), Parque Desportivo Carlos Queiroz, SMAO Futebol Clube da Outurela, Piscina Municipal da Outurela (3.ª imagem à direita), uma Fábrica do Empreendedor, e um Centro Comercial - Alegro Alfragide (que apesar do nome se posiciona no lado sul da N117, logo pertence a Outurela) entre outros estabelecimentos comerciais e de hotelaria. Outurela é também uma das localidades que integra a Zona Empresarial de Monsanto, que se estende de Alfragide a Miraflores, nas suas extensões a ocidente.

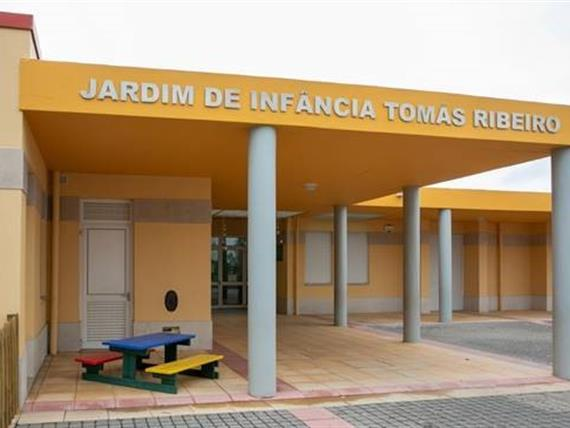
Jardim de Infância Tomás Ribeiro em Alto dos Barronhos.